# Мозамбик на летних Олимпийских играх 1980
Мозамбик принимал участие в Летних Олимпийских играх 1980 года в Москве (СССР) в первый раз за свою историю, но не завоевал ни одной медали. Сборную страны представляли 2 женщины и 12 мужчин — легкоатлеты и пловцы.
Самым юным участником мозамбикской сборной был 13-летний пловец Педро Круз. Самым старшим участником сборной был 31-летний легкоатлет Абдул Исмаил, который нёс флаг Мозамбика на церемонии открытия игр.

## Состав и результаты

### Лёгкая атлетика
Мужчины
Беговые дисциплины
| Спортсмен        | Дисциплина        | Предварительный раунд | Предварительный раунд | Четвертьфинал | Четвертьфинал | Полуфинал | Полуфинал | Финал     | Финал     |
| Спортсмен        | Дисциплина        | Результат             | Место                 | Результат     | Место         | Результат | Место     | Результат | Место     |
| ---------------- | ----------------- | --------------------- | --------------------- | ------------- | ------------- | --------- | --------- | --------- | --------- |
| Диас Альфас      | 10000 м           | Не финишировал        | Не финишировал        | Не прошёл     | Не прошёл     | Не прошёл | Не прошёл | Не прошёл | Не прошёл |
| Эдуардо Коста    | 100 м             | 11.02                 | 5                     | Не прошёл     | Не прошёл     | Не прошёл | Не прошёл | Не прошёл | Не прошёл |
| Абдул Исмаил     | 110 м с барьерами | 15.18                 | 7                     | Не прошёл     | Не прошёл     | Не прошёл | Не прошёл | Не прошёл | Не прошёл |
| Педро Муломо     | 5000 м            | 15:11.9               | 11                    | Не прошёл     | Не прошёл     | Не прошёл | Не прошёл | Не прошёл | Не прошёл |
| Константино Рейс | 200 м             | Не стартовал          | Не стартовал          | Не прошёл     | Не прошёл     | Не прошёл | Не прошёл | Не прошёл | Не прошёл |
| Висенте Сантос   | 1500 м            | 3:58.7                | 9                     | Не прошёл     | Не прошёл     | Не прошёл | Не прошёл | Не прошёл | Не прошёл |

Полевые соревнования
| Спортсмен           | Дисциплина     | Предварительный раунд | Предварительный раунд | Финал      | Финал     |
| Спортсмен           | Дисциплина     | Расстояние            | Позиция               | Расстояние | Позиция   |
| ------------------- | -------------- | --------------------- | --------------------- | ---------- | --------- |
| Кравейринья, Стелиу | Прыжки в длину | 6.94                  | 27                    | Не прошёл  | Не прошёл |

Женщины
Беговые дисциплины
| Спортсмен    | Дисциплина | Предварительный раунд | Предварительный раунд | Четвертьфинал | Четвертьфинал | Полуфинал | Полуфинал | Финал     | Финал     |
| Спортсмен    | Дисциплина | Результат             | Место                 | Результат     | Место         | Результат | Место     | Результат | Место     |
| ------------ | ---------- | --------------------- | --------------------- | ------------- | ------------- | --------- | --------- | --------- | --------- |
| Мате, Асасиа | 400 м      | 1:00.90               | 8                     | Не прошла     | Не прошла     | Не прошла | Не прошла | Не прошла | Не прошла |
| Мате, Асасиа | 800 м      | 2:19.7                | 7                     | Не прошла     | Не прошла     | Не прошла | Не прошла | Не прошла | Не прошла |

Полевые соревнования
| Спортсмен            | Дисциплина    | Предварительный раунд | Предварительный раунд | Финал      | Финал     |
| Спортсмен            | Дисциплина    | Расстояние            | Позиция               | Расстояние | Позиция   |
| -------------------- | ------------- | --------------------- | --------------------- | ---------- | --------- |
| Людовина де Оливейра | Метание диска | NM                    | AC                    | Не прошла  | Не прошла |

### Плавание
Мужчины
| Спортсмен         | Дистанция            | Предварительный раунд | Предварительный раунд | Полуфинал | Полуфинал | Финал     | Финал     |
| Спортсмен         | Дистанция            | Результат             | Место                 | Результат | Место     | Результат | Место     |
| ----------------- | -------------------- | --------------------- | --------------------- | --------- | --------- | --------- | --------- |
| Педро Круз        | 100 м на спине       | 1:15.25               | 33                    | н/д       | н/д       | Не прошёл | Не прошёл |
| Раймундо Франиссе | 100 м баттерфляем    | 1:01.83               | 29                    | н/д       | н/д       | Не прошёл | Не прошёл |
| Раймундо Франиссе | 200 м баттерфляем    | 2:25.55               | 24                    | н/д       | н/д       | Не прошёл | Не прошёл |
| Нтеване Машел     | 200 м вольным стилем | 2:35.45               | 37                    | н/д       | н/д       | Не прошёл | Не прошёл |
| Эдгар Мартинс     | 100 м вольным стилем | 1:06.17               | 39                    | н/д       | н/д       | Не прошёл | Не прошёл |
| Рожерио Сильва    | 100 м брассом        | 1:25.70               | 25                    | н/д       | н/д       | Не прошёл | Не прошёл |